# Tipi-tii

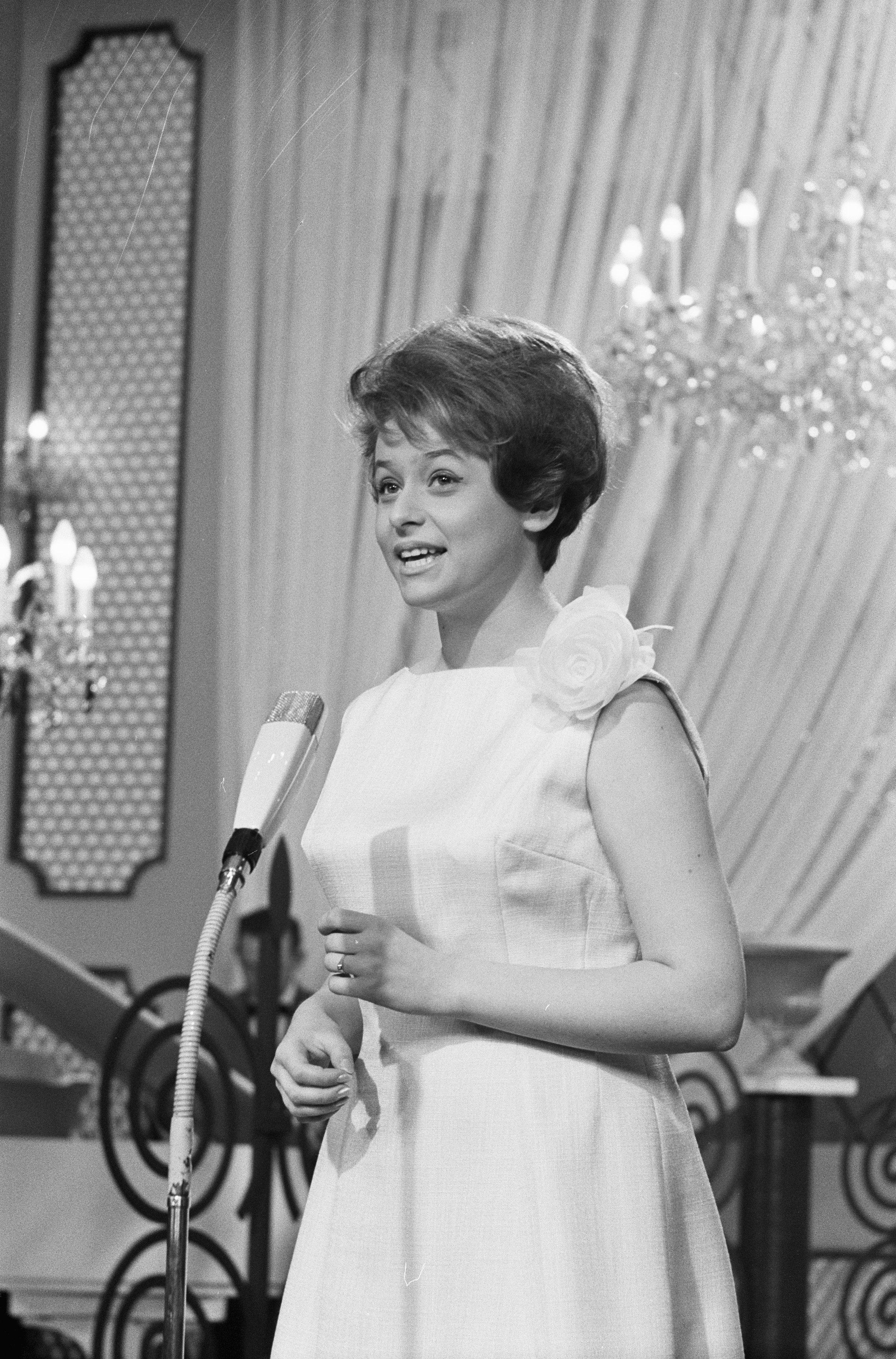
Marion Rung, intérprete de la canción, durante un ensayo del Festival de la Canción de Eurovisión 1962.

«Tipi-tii» —[tiːpi tiː]; en español: «Pío, pío»— es una canción compuesta por Kari Tuomisaari y Jaakko Salo, e interpretada en finés por Marion Rung. Se lanzó como sencillo en 1962 mediante Philips. Fue elegida para representar a Finlandia en el Festival de la Canción de Eurovisión de 1962 tras ganar la final nacional finesa en 1962.

## Festival de Eurovisión

### Final nacional
Esta canción participó en la final nacional para elegir al representante finlandés del Festival de la Canción de Eurovisión de 1962, celebrada el 15 de febrero de ese año en los estudios Yle. Fue presentado por Aarno Walli. Diez jurados regionales se encargaron de la votación. Finalmente, la canción «Tipi-tii» se declaró ganadora con 234 puntos.

### Festival de la Canción de Eurovisión 1962
Esta canción fue la representación finlandesa en el Festival de Eurovisión 1962. La orquesta fue dirigida por George de Godzinsky.
La canción fue interpretada 1ª en la noche del 18 de marzo de 1962 por Marion Rung, seguida por Bélgica con Fud Leclerc interpretando «Ton nom». Al final de las votaciones, la canción había recibido 4 puntos, quedando en 7º puesto junto a Suecia de un total de 16.
Marion Rung volvería a representar a Finlandia en 1973 con la canción «Tom Tom Tom», la primera canción del país en no haber sido interpretada completamente en finés.
Fue sucedida como representación finlandesa en el Festival de 1963 por Laila Halme con «Muistojeni laulu».

## Historial de lanzamiento
| Región    | Fecha | Formato                        | Discográfica    | Ref.  |
| --------- | ----- | ------------------------------ | --------------- | ----- |
| Finlandia | 1962  | Disco de vinilo 7", 45 RPM     | Philips Records | [ 2 ] |
| Finlandia | 1962  | Disco de vinilo 7", 45 RPM, EP | Philips Records | [ 1 ] |